# 다이메틸포스파이트
다이메틸포스파이트(영어: dimethylphosphite) 또는 다이메틸아인산염은 화학식이 (CH3O)2P(O)H인 유기 인 화합물이다. 다이메틸 수소 포스파이트(영어: dimethyl hydrogen phosphite, DMHP)라고도 한다. 다이메틸포스파이트는 P-H 결합의 높은 반응성을 이용하여 다른 유기 인 화합물을 생성하기 위한 시약이다. 다이메틸포스파이트의 분자 구조는 사면체이며, 무색의 액체이다. 다이메틸포스파이트는 삼염화 인의 메탄올분해(methanolysis) 또는 메탄올에서 다이에틸포스파이트를 가열하여 제조할 수 있다.

## 같이 보기
- 다이에틸포스파이트
- 다이아이소프로필포스파이트
- 다이페닐포스파이트